# 古羅馬藝術
古羅馬藝術是指在古羅馬及羅馬帝國疆域內產生的視覺藝術。古羅馬藝術涵蓋建築, 繪畫, 雕塑以及鑲嵌藝術等領域。以現代的角度來看，有時一些奢侈品如金属加工品、宝石雕刻品、象牙雕刻品及玻璃製品等也被認為是古羅馬藝術的一小部分。只不過在當時，這些製品並不算是藝術形式。古羅馬人認為藝術的最高形式是雕刻。人物畫也極被推崇。 然而人物畫存留率遠不如雕刻。很多公元一世紀後的雕刻都得以保存至今。但是一世紀前雕刻和任何時間段的繪畫都極少能夠保存至今，即便是能夠保存下來的作品也難以被現代標準衡量為高質量。